# ハラタカシ
ハラ タカシ（Takashi Hara、1983年（昭和58年）4月14日 - )は、日本の現代美術家。
幼少期より築き上げた書道をもとに、20代初めに移住したカナダ・アメリカにて芸術家としてのキャリアの礎を築く。言葉に重点をおきつつも常に自由を求める制作スタイルでアメリカ、フランス、香港にて評価される。現在、東京と沖縄を制作拠点としながらヨーロッパ・中国を中心に「パンクで禅なアーティスト」と言われ世界中に活動の場を広げている。
作品中には、ブタのような犬のような「Cochien」（フランス語の「Cochon（ブタ）」と「Chien（犬）」を組み合わせたハラタカシの造語）が多く登場し、現代人間社会における様々な感情を大胆かつ色彩豊かに表現している。

## 経歴・人物
6歳から書道を学び高校卒業後から2年間プロ書道家添田耕心氏の元で修行。
21歳で単身カナダへ移住。そして絵画、粘土彫刻をレジャイナ大学 で２学位専攻取得。カナダでプロ活動をしながらカナダ勲章を持つビクターシキャンスキ氏の最後の弟子兼助手となる。アート、日本文化イベントにも力を注いだ後、アメリカに拠点を移しアリゾナ州立大学院で博士号取得。その後もアメリカを中心に個展・グループ展、大学講師、芸術家団体のマネージメントを行う。
2017年より東京を拠点としながらパリ・香港を中心に活動する。
幼少の頃より将来は芸術家になりたいと公言していた。現在の夢は芸術家として宇宙でアートを作る事と語っている。その準備の一環として、カナダでは冬期に氷点下50℃になるレジャイナに住み、アメリカでは夏場は50℃を超えるアリゾナ・フェニックスに住んでいた。本人曰く、極寒と灼熱の大地に住んで自らを鍛え、宇宙・地球上のどこに行ってもアート制作をする事が出来るようにするためだという。
愛犬家、漫画好き、スポーツ好き、NBAの大ファンである。好きなチームは埼玉西武ライオンズとヒューストンロケッツ。

## 作風
書道、自身の詩や言葉をベースにし自由奔放な発想・表現方法で作り上げていく。書道が基盤にあるため黒い墨のような絵の具や木炭のスミで仕上げをする事が多い。日本書道にアメリカのアート文化が掛け合わさり、日本の前衛的な具体美術を彷彿とさせる激しいエネルギーに満ちた作品を発表している。

## 主な展覧会

### 個展

#### 2023
- "True Character" (K11、中国・広州）[4]※２人展

#### 2022
- "Aujourd'hui est le jour"（A2Z Art Gallery、フランス・パリ）
- "Strength of our memories"（南城美術館、日本・沖縄県）[5][6]

#### 2021
- "Resilience x Cactus x Piano"（A2Z Art Gallery、フランス・パリ）

#### 2020
- "Cochons la voie! "（A2Z Art Gallery、フランス・パリ）

#### 2019
- "Pig Nation - A story of Humanity"（A2Z Art Gallery、フランス・パリ）
- “Pig Nation - A story of Humanity”（A2Z Art Gallery、香港）

#### 2017
- “ARTAK11 - Taboo City”（Gallery NIW、日本・東京）[7]
- “ARTAK12”（Arteles Art Center, フィンランド・Haukijärvi）

#### 2016
- “ARTAK10 - Indigo Wasabi"（Eye Lounge, アメリカ・フェニックス）

#### 2015
- "ARTAK7 - The nail sticks out gets hammered in"（MFA Thesis Exhibition Night Gallery、アメリカ・テンピ）
- “ARTAK8 - No sense of Wonder”（Eye Lounge、アメリカ・フェニックス）
- "ARTAK9 - Twisted Mirror"（Phoenix Institute of Contemporary Art (phiCA)、アメリカ・フェニックス）

#### 2014
- “Re:valuation”（Night Gallery、アメリカ・テンピ）

#### 2012
- “ARTAK6“（Nouveay Gallery、カナダ・レジャイナ）
- “ARTAK5”（Gallery west、カナダ・トロント）

#### 2011
- “ARTAK4 - Disports”（5th Parallel Gallery、カナダ・レジャイナ）

#### 2010
- "ARTAK3"（那須高原海城中学高等学校、日本・栃木県）
- "ARTAK2 - Kotodama"（The Eight-Track Gallery、カナダ・レジャイナ）
- “ARTAK1 - Sneakers”（5th Parallel Gallery、カナダ・レジャイナ）

### グループ展

#### 2018
- "Interpre8"（A2Z Art Gallery、香港）

#### 2016
- "Insights"（Eye Lounge、アメリカ・フェニックス）
- "Here and Now"（弘重ギャラリー、日本・東京）

#### 2015
- "Nostalgia"（Eye Lounge、アメリカ・フェニックス）
- "Nostalgia"（Eye Lounge、アメリカ・フェニックス）
- “Small Favors X”（The Clay Studio、アメリカ・フィラデルフィア）
- ACGA 3rd Clay & Glass Biennial（Brea Art Gallery、アメリカ・カリフォルニア・ブレア）

### アートフェア

#### 2024
- ART PARIS 2024（フランス・パリ）

- ART CENTRAL 2024（香港）[8]

#### 2023
- ASIA NOW（フランス・パリ）[9]

#### 2022
- ASIA NOW（フランス・パリ）[10]

#### 2021
- Art 021 Shanghai（中国・上海）[11]
- JINGART 2021（中国・北京）[12]
- ASIA NOW（フランス・パリ）[13]

## 出版・メディア作品

### カタログ
アーティストインレジデンシー
- Arteles Catalogue 2020-2015[14]　Arteles Art Center（フィンランド）※518-519ページ